# Frontière entre la Croatie et le Monténégro

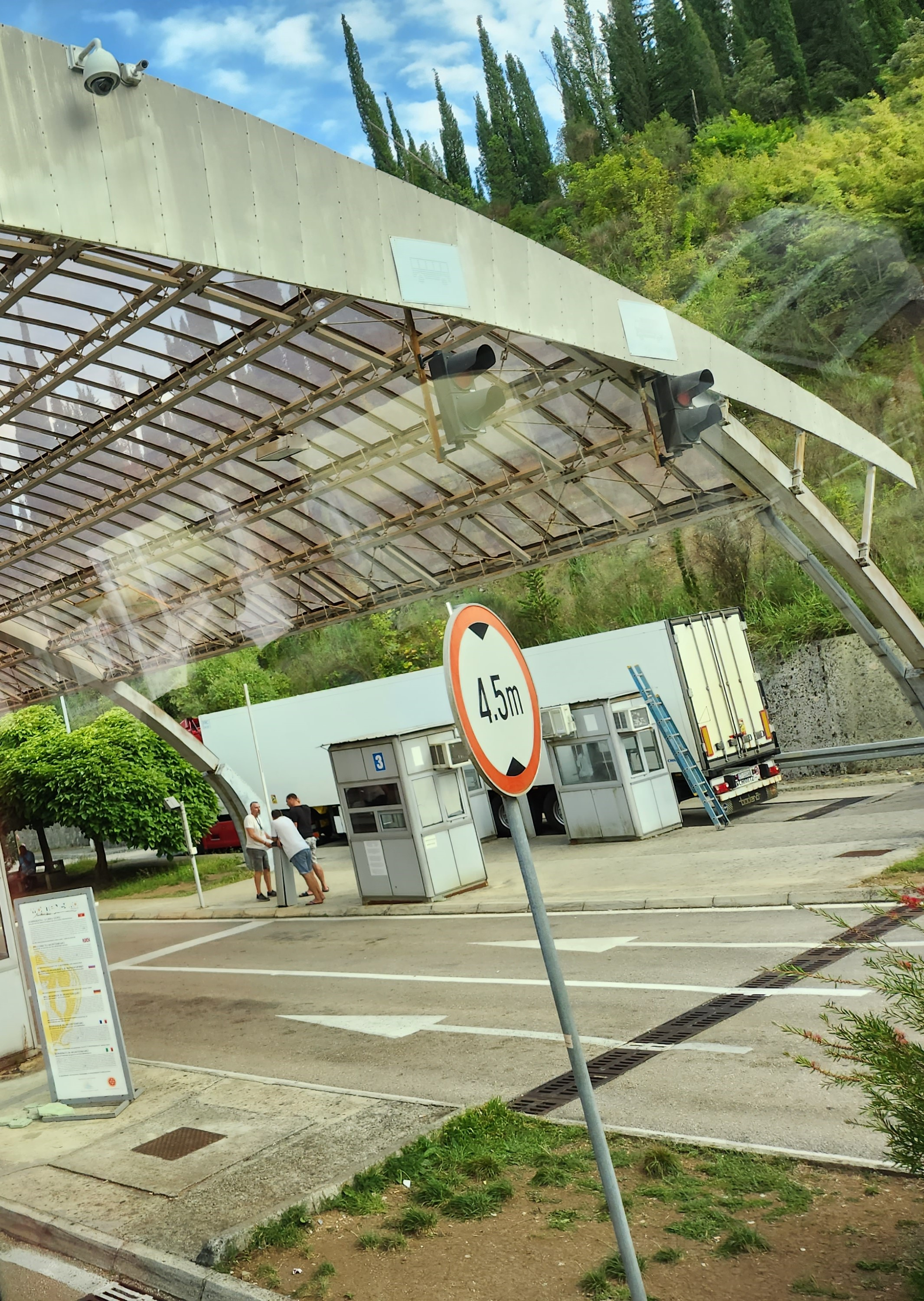
Le poste-frontière de Debeli Brijeg.

La frontière terrestre entre la Croatie et le Monténégro est une frontière internationale continue longue de seulement 25 kilomètres séparant le Monténégro et la Croatie dans les Balkans. Depuis le 1er juillet 2013 et l'adhésion de la Croatie à l'Union européenne, elle constitue une frontière extérieure de l'Union européenne.

## Tracé
La frontière débute au nord par un tripoint qu'elle forme avec les frontières qu'entretiennent le Monténégro et la Croatie avec la Bosnie-Herzégovine. Puis elle rejoint au sud les bouches de Kotor culminant à 1 089 mètres et traversant au passage la vallée de la Sutorina.

## Passages
La principale route permettant de passer d'un pays à l'autre emprunte la vallée de la Sutorina reliant les deux cités touristiques de Cavtat en Croatie et d'Herceg Novi au Monténégro, c'est un axe de communication stratégique pour le développement touristique des deux pays sur lequel se situent Dubrovnik d'une part et Kotor de l'autre. Le seul autre point de passage est une route côtière se trouvant à l'extrémité des bouches de Kotor.

## Conflit frontalier
Le territoire frontalier situé dans la péninsule de Prevlaka contrôlant l'accès  des bouches de Kotor a été occupé par la Yougoslavie dès le début du conflit l'ayant opposée à la Croatie nouvellement indépendante  en 1991. Les présidents croate et yougoslave, Franjo Tudjman et Dobrica Ćosić se mirent d'accord le 30 septembre 1992 par une déclaration conjointe à Genève pour démilitariser la zone. En conséquence de quoi le Conseil de sécurité des Nations unies émit la résolution 779 confiant cette mission à une force de la FORPRONU à laquelle succéda ensuite la Mission d'observation des Nations unies à Prevlaka (MONUP). En 2002 un accord définitif fut trouvé et la présence de l'ONU prit fin le 15 décembre de cette même année, depuis lors la péninsule est revenue dans le giron croate.